# 反宗教主義
反宗教主義（はんしゅうきょうしゅぎ、英: Antireligion）とは、宗教に反対する思想のことである。ヨーロッパではフランス革命を機に政治の実際の政策に登場するようになり、マルクスがそれを評価したことで、その後の社会主義にも反映されていった。
ただし無神論に基づく棄教運動もあれば、理神論に基づく古い宗教の改革運動もあり、内容は一概には言えない。

## マルクス主義と反宗教主義
一部のマルクス主義者は宗教に対して否定的な立場をとることがある。実際、ロシア革命以降、ソ連やアルバニア、中華人民共和国などの共産主義国家において、政策として宗教が弾圧され、聖職者が殺害されたり教会が破壊された。
その根拠としては、カール・マルクスが、宗教を阿片になぞらえたことが挙げられることがある。マルクスの『ヘーゲル法哲学批判序論』（1843年）に「宗教は悩める輩のため息、心なき世の情であり、またそれは魂なき場の魂である。宗教は民衆の阿片である」とあるが、この文章に先立ち、ドイツの詩人でマルクスの親友でもあるハインリヒ・ハイネの1840年の著作『ルートヴィヒ・ベルネ回想録』第4章に「苦しむ人々のため苦い盃に、甘く眠りを誘う数滴、つまり精神の阿片を、愛と希望と信頼の数滴を注ぐ宗教万歳」という文章がある。またそのハイネに先立ちノヴァーリスの断章集『花粉』（1798年）に「彼らが宗教と呼ぶものは、ただ阿片のように、心を掻き立て、気を鎮め、弱さからくる痛みを和らげるよう作用するのみである」との文章がある。
この阿片については『ヘーゲル法哲学批判序論』に痛み止めである旨の記述もあり、当時の緩和医療での疼痛などの痛み止めとして使用される医薬品の意であり、「麻薬」を強調したものではなかった。
マルクスが宗教を阿片になぞらえた1840年代当時、阿片を違法薬物として見る見方は一般的ではない（例として、反ドラッグ法の制定は1875年である）。マルクスは宗教を批判もしたが、それは支配層の支配の維持に宗教が利用されているという指摘であり、宗教が「痛み止め」として民衆の精神に与える効用は部分的に肯定している。阿片になぞらえたことをもってマルクスが宗教を完全否定したと解釈するのは後の時代の歪曲である。
以上の見解は日本共産党がたびたび公表しているものである。
マルクスの宗教批判と唯物論の核心部分は『ヘーゲル法哲学批判序論』において、フォイエルバッハの宗教批判を念頭に、「ドイツの理論がラディカリズムである明白な証明、したがってその理論の実践的エネルギーの明白な証明は、その理論が宗教の決定的な、積極的な揚棄から出発したところにある。宗教の批判は、人間が人間にとって最高の存在であるという教えでもって終る。」の箇所にある。ヘーゲルは『歴史哲学講義』において「宗教のはじまりは、人間をこえたものが存在するという意識にあります」とする。フォイエルバッハとマルクスの主張は理論的に宗教の存在の余地を許さないものであり、ただ現世においては「幻想的幸福」としての宗教が民衆に必要とされているという現状を認めることが宗教を阿片になぞらえることの真意である。
さらに「幻想的幸福」である宗教を揚棄し、「現実的幸福」を要求する社会の実現のためには「プロレタリアートが従来の世界秩序の解体を告げる」のであり、「哲学がプロレタリアートのうちにその物質的武器を見いだすように、プロレタリアートは哲学のうちに精神的武器を見いだす」としてマルクスは革命の主体としてのプロレタリアートを措定し、武力による革命を肯定している。

## 科学の立場からの反宗教主義
宗教的世界観は科学的事実としばしば衝突してきた。近現代においても、宗教的世界観に基づく創造論・インテリジェント・デザイン論が公教育の場で教えられるべきであるという主張がアメリカ合衆国でなされ、それに反対する人々と論争になっている。動物行動学者のリチャード・ドーキンスは、そのような主張に真向から反対し、宗教そのものに対しても有害でしかないとする立場をとっている。
ただし、すべての科学者が反宗教的であるというわけではなく、スティーヴン・ジェイ・グールドを始めとする科学者たちは、科学の領域を宗教が犯さない限りは問題としない立場（NOMA, Non-Overlapping Magisteria, 非重複教導権の原理）をとっている。

## 注
1. ↑  "Die Religion ist der Seufzer der bedrängten Kreatur, das Gemüth einer herzlosen Welt, wie sie der Geist geistloser Zustände ist. Sie ist das Opium des Volks." - Einleitung zu Zur Kritik der Hegelschen Rechtsphilosophie
2. ↑  "Heil einer Religion, die dem leidenden Menschengeschlecht in den bittern Kelch einige süße, einschläfernde Tropfen goß, geistiges Opium, einige Tropfen Liebe, Hoffnung und Glauben!" - Über Ludwig Börne, Viertes Buch
3. ↑  第59号 Religion and Opium 1997.11.03
4. ↑  "Ihre sogenannte Religion wirkt blos, wie ein Opiat: reizend, betäubend, Schmerzen aus Schwäche stillend." - Blüthenstaub § 77
5. ↑  水谷洋「ノヴァーリス論(五) ロマン主義的思考について」『文芸研究』第18号、明治大学文芸研究会、1968年2月、69-117頁、ISSN 03895882、NAID 120001969269。